# Bruno Kolínský
Svatý Bruno Kolínský nebo Bruno Kartuzián (německy Bruno von Köln a Bruno der Kartäuser) (mezi 1027 a 1030 (1035?) Kolín nad Rýnem – 6. října 1101 v kartouze La Torre v Kalábrii)  byl zakladatel kartuziánského řádu.

## Život
Studoval v Kolíně a pak v Remeši, kde posléze vedl katedrální školu. V roce 1080 se stal benediktinem v opatství Molesme. V roce 1084 založil se svolením opata nedaleko kláštera poustevnu. Když se k němu postupně připojili další poustevníci, udělil mu grenobleský biskup Hugo pozemky v pohoří Chartreuse, kde založil velkou poustevnu, La Grande Chartreuse.  
V roce 1090 jej jeden z jeho bývalých žáků, nyní papež Urban II., povolal jako svého rádce do Říma. Nabízenou hodnost biskupa diecéze Reggio v Kalábrii Bruno odmítl, r. 1091 však v Kalábrii založil další kartouzu, do které odešel a kde žil až do smrti.

## Svatořečení
Papež Lev X. povolil r. 1514 jeho liturgickou úctu v kartuziánském řádu, Řehoř XV. r. 1614 ji povolil v celé církvi (a tak jej de facto kanonizoval; proces kanonizace tehdy ještě nebyl zcela závazně stanoven). Jeho svátek se dnes slaví 6. října.

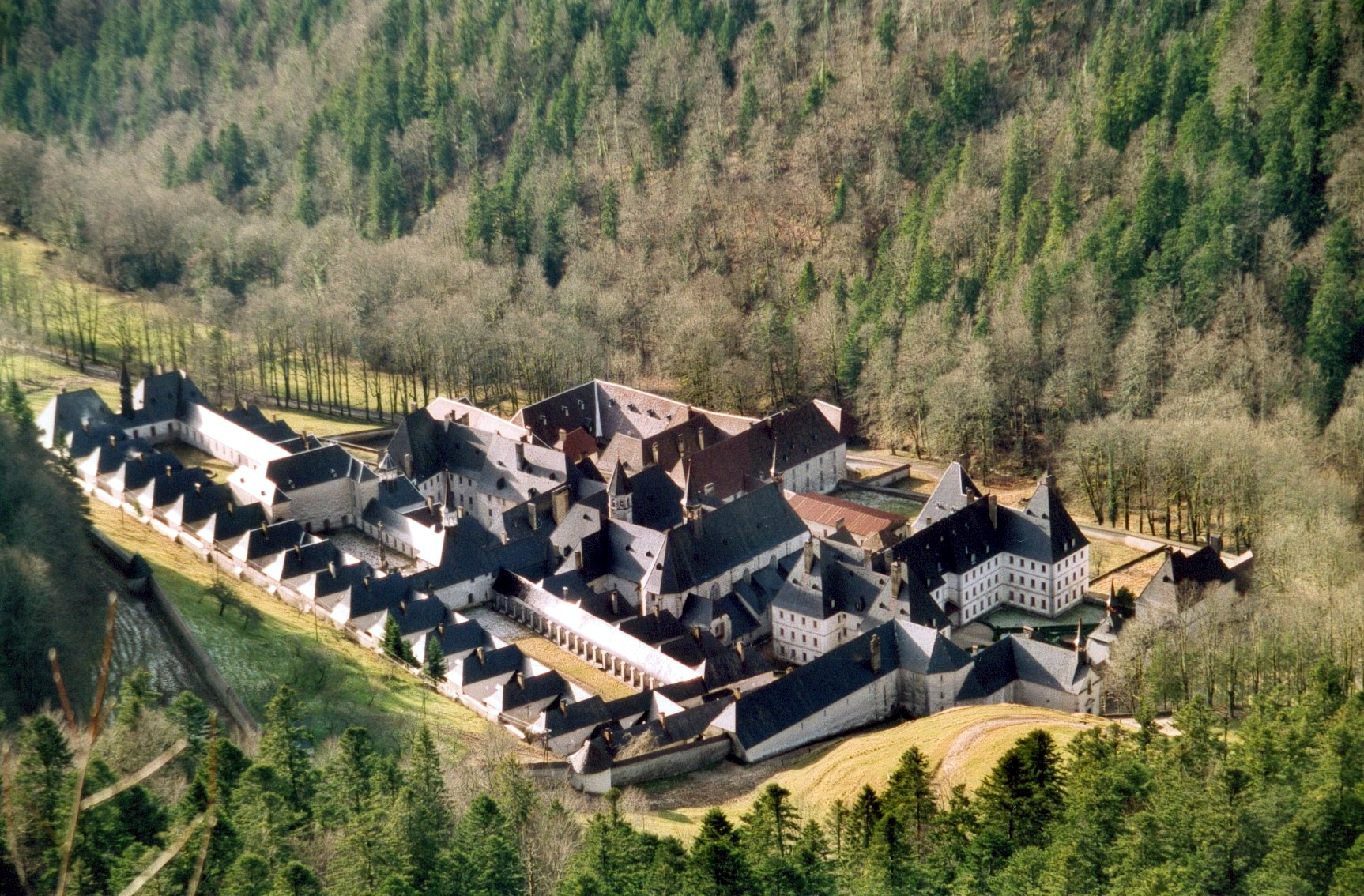
La Grande Chartreuse